# Ján Vojtaššák
Ján Vojtaššák (ur. 14 listopada 1877 w Zakamiennym Klinie, zm. 4 sierpnia 1965 w Říčanach) – słowacki duchowny rzymskokatolicki, pierwszy słowacki biskup spiski, ofiara prześladowań komunistycznych.

## Biografia
1 lipca 1901 otrzymał święcenia prezbiteriatu. W 1919, gdy w wyniku zmian granic ze Słowacji wyjechali biskupi węgierscy, ks. Vojtaššák został rektorem spiskiego seminarium oraz kanclerzem kurii biskupiej. 
16 grudnia 1920 papież Benedykt XV mianował go biskupem spiskim. Został on pierwszym Słowakiem, który otrzymał to biskupstwo (jego poprzednikami byli Węgrzy). 13 lutego 1921 przyjął sakrę biskupią z rąk nuncjusza apostolskiego w Czechosłowacji abpa Clemente Micary. Współkonsekratorami byli biskup pomocniczy hradecki Karel Boromejský Kašpar oraz biskup pomocniczy praski Anton Podlaha.
W okresie międzywojennym bp Vojtaššák czynił zabiegi na rzecz ożywienia edukacji oraz bronił Kościół wobec nacisków politycznych i ateistycznych. Był zwolennikiem Słowackiej Partii Ludowej ks. Andreja Hlinki, którego znał osobiście. W 1940 jako reprezentant kleru katolickiego wszedł w skład Rady Państwa Pierwszej Republiki Słowackiej, której został wiceprzewodniczącym.
Po zajęciu Słowacji przez Armię Czerwoną w 1945 szybko popadł w konflikt z nowymi, komunistycznymi władzami. Spędził siedem miesięcy w więzieniu. Po jego uwolnieniu konflikt biskupa z władzami świeckimi zaostrzył się na tle walk o ocalenie szkół katolickich oraz ekskomunikacji księży głoszących poglądy komunistyczne. W 1950 bp Vojtaššák został ponownie aresztowany i poddany nieludzkim metodom przesłuchań. 15 stycznia 1951 w procesie pokazowym w Bratysławie wraz z biskupami Peterem Pavolem Gojdičem oraz Michalem Buzalką został skazany za zdradę i szpiegostwo na 24 lata więzienia, konfiskatę mienia i wysoką grzywnę.
W 1963 roku został warunkowo zwolniony. Zamieszkał wówczas u swojego bratanka w Orawskiej Leśnej, niedługo później został jednak zmuszony do opuszczenia Słowacji. Końcówkę życia spędził w Czechach, gdzie zmarł 4 sierpnia 1965. Pochowany został w rodzinnym Zakamiennym Klinie. Do końca życia oficjalnie pozostawał biskupem spiskim. Jego następcę udało się mianować dopiero w 1989. Z przyczyn politycznych nie mógł wziąć udziału w soborze watykańskim II. Bp Vojtaššák stał się symbolem sprzeciwu wobec reżimu komunistycznego.
Po upadku komunizmu w Czechosłowacji, w 1990 bp Vojtaššák został zrehabilitowany. Jego szczątki zostały przeniesione do katedry św. Marcina w Spiskiej Kapitule. Obecnie trwa jego proces beatyfikacyjny.